# Ernst Stizenberger
Ernst Stizenberger (Costanza, 14 giugno 1827 – Costanza, 27 settembre 1895) è stato un botanico e medico tedesco.
Studiò medicina all'Università di Friburgo, proseguendo poi la sua formazione medica a Praga e Vienna. Nel 1851 tornò a Costanza, dove lavorò come medico generico fino alla sua morte nel 1895. Nel corso della sua carriera ebbe una passione per la botanica, in particolare lichenologia.
Le sue opere principali comprendono un libro sui licheni originari dell'Africa, Lichenaea Africana (1890-91) e studi su un genere di funghi lichenizzati noti come Sticta. Con Alexander Braun (1805-1877) e Gottlob Ludwig Rabenhorst (1806-1881), fu direttore della specie Die Characeen Europas. Stizenberger fu l'autore tassonomico del genere Anzia.

## Opere principali
- Dr. Ludwig Rabenhorst's Algen Sachsens, resp. Mitteleuropa's, decade I-C : systematisch geordnet, mit Zugrundelegung eines neuen Systems, 1860.
- Beitrag zur Flechtensystematik, 1862.
- Ueber den gegenwärtigen Stand der Flechtenkunde, 1862.
- Kritische Bemerkungen über die Lecideaceen mit nadelförmigen Sporen, 1863.
- Ueber die steinbewohnenden Opegrapha-Arten, 1865.
- Lecidea sabuletorum Flörke und die ihr verwandten Flechten-Arten : eine Monographie, 1867.
- Verzeichniß der von Th. v. Heuglin auf Nowaja Semlja gesammelten Lichenen in. communications, Issue 11, 1872
- Botanische Plaudereien über ber die Flechten (Lichenes), 1873.
- Index lichenum hyperboreorum, 1876
- Lichenes Helvetici: eorumque stationes et distributio, 1882–83
- Nachtrag zur botanischen Ausbeute der Novara-Expedition in: Flora. LXIX 1886 No. 26 p. 415..
- Lichenaea Africana, 1890–91 - Lichens of Africa.
- Die Grübchenflechten (Stictei) und ihre geographische Verbreitung, 1895
- "List of lichens collected by Mr. Robert Reuleaux in the western parts of North America", (traduzione inglese, 1895).[1]